# 神经性厌食症
神經性厭食症（英語：anorexia nervosa，ICD-11作神经性厌食）俗称厭食症（英語：anorexia），是一種進食障礙，一般分別為：「自我约束型」以及「暴飲暴食型」。其中「自我约束型」厌食患者占多數，此型患者會万分担心體重過重因而約束自己的進食量。
「自我约束型」患者或簡稱厭食症患者，會出現以下症狀：體重不足、營養不良、害怕體重增加、非常渴望變瘦，並因而限制卡路里的攝取。
儘管厭食症患者實際上體重過輕，但患者仍然會認為自己太胖。當被問到關於這方面的問題，他們會否認自身存在體重不足的問題。
厭食症患者通常會頻繁的量體重，只吃一點點東西甚或只吃某些東西。部分患者會出現運動過量、強迫嘔吐或使用緩瀉劑試圖減重。
厭食症的併發症包括骨質疏鬆症、不孕症以及心臟損傷。女性除了上述的併發症外還可能發生月經週期停止的現象。
厭食症的病因目前未明，部分基因的組成對於同卵雙生造成的影響往往多過對於異卵雙生。
重視苗條的社會文化價值也是提高罹病風險的重要環境因子。此外，厭食症通常出現於高階競技運動（high-level athletics）、模特兒與舞者等重視苗條的職業與活動。
通常「生活遇到劇變」或遭遇引發壓力的事情，可能會導致厭食症的出現。厭食症確診的必要條件為明顯過低的體重。厭食症的嚴重度以身高體重指數（BMI）為判定標準，輕度為BMI降至17；中度為16-17；重度為15-16，極重度為低於15。兒童是以按年齡段計身高體重指數百分數為主，低於5%者即為體重顯著過低。
厭食症的治療方式包括恢復健康體重、治療潛在心理問題與解決引發厭食症的慣性行為。雖然藥物無法幫助增加體重，但可以協助治療相關的焦慮或抑鬱。有效療法包含：让雙親負責餵養自己孩子（也就是熟知的莫兹利家庭療法）與認知行為療法等。
部分病患需要住院治療以恢復體重。目前尚未釐清以鼻胃管餵食對恢復體重有何助益之相關證據。有些病患發病後痊癒再也不會復發，但也有病患反覆發病多年。厭食症的患者一旦恢復正常體重，其併發症就可以得到改善或解決。
西方國家估計約 0.9~4.3%女性與0.2~0.3%男性曾在人生中某個時間點得過厭食症。約有0.4%年輕女性會發生厭食症，是年輕男性病例數量的10倍以上；目前未知開發中國家的發病頻率。厭食症常見發病於青少年時期。20世紀時，厭食症變得更加普遍，其原因目前尚未釐清，可能是因為診斷技術進步且更加方便。1990年，全球因厭食症死亡人數為400人，2013年更增長到約600人。飲食失調也會提高一個人的死亡風險，甚至在廣泛致死原因（如自殺）之中也是如此。約5%厭食症病患會在10年內死於併發症。「厭食症（anorexia nervosa）」一詞起源於1873年，最早使用的人是威廉·古爾。

## 患者分布
神经性厌食症在20世纪60年代以前少有记载。目前该症主要存在于发达国家或发展中国家的城市地区，多数患者是女性，女性患者比男性患者多出十倍，特别是少女和年轻女性，病發率約為150個15歲的少女，便有一位患者。然而在21世紀，厭食症患者的性別分佈開始向男性擴散。主要原因目前认为该症有心理学、神经生物学、生理学和社会学等多方面的因素；可能也与近年来大众媒体过度宣扬纤瘦的体形有关。

## 引起原因
神經性厭食症更容易在10-30岁时發生；其中青少年较多机会。這是因為成千上萬的女孩子為了追求美觀，通過節食以達到苗條的身材。這樣的身材標準其實是不現實的。根據1799位日本女高中生的調查，85％標準體重的女生希望更瘦，甚至45％體重未達標的女生也想要更瘦。青春期女生十分重視他們的體重而且認為苗條的身材可以博得大家的喜愛。所以他們就刻意地控制自己的體重。同伴之間互相影響偏愛吃一些低熱量，低脂肪的食物。這樣通常會缺少營養，就會容易得神經性厭食症。

## 诊断和临床症状
根据ICD-10规定，肥胖被當作一般性醫學症狀，但是並未確立肥胖與心理、行為之間的關係。所以在DSM-IV並沒有將肥胖收錄在內。然而，若某些證據顯示特殊的肥胖個案之心理因素對其病程發展影響甚鉅，則可以使用「影響醫學狀況之心理因素」加以討論，包含心因性厭食症、心因性暴食症以及其他飲食疾患等。
心因性厭食症之基本特質為「患者拒絕維持正常之體重下限」，強烈害怕體重增加，並伴隨著對自己身材和體重的知覺障礙。已經開始行經的女性可能會伴隨著停經或無月經症。可以根據以下三項準則來判斷之：
1. 體重就年齡與身高而言低於正常水準 (發育中的兒童或青少年的判定標準可以訂為「未增加預期之體重」)
2. 患者本身強烈地恐懼體重的增加或肥胖。
3. 常常伴隨著對自身身材與體重的看待方式扭曲。

心因性厭食症患者之自尊心受到其身材與體重影響極深，能夠成功減輕體重被視為自律的表徵，而變胖或者體重增加則被認為是一種恥辱和無法接受的自我控制失敗。有些患者也會承認自己是瘦的，但否認體重持續減少帶來的嚴重合併症。已經行經的婦女會有停經的表現，也常被視為是判斷该病患的準則之一。

### 亞型
心因性厭食症患者可以根據「有無規律暴食或清除行為」分為下列兩種亞型：
1. 禁食型：體重下降是來自於節食、禁食、或者過度運動。
2. 暴食型：或稱為清除型，本型患者多數每一星期至少從事一次暴食與清除行為，但並無最低限度。有的沒有暴食行為，但在少量進食之後即行催吐、灌腸、瀉藥等方式來排除食物。

## 并发症和预后
神经性厌食症是一種死亡率很高的精神疾病，约有10%的患者死于营养不良、电解质失衡、免疫功能降低、器官衰竭等并发症。儿童和青春期的患者因为缺乏营养可能出现生长迟缓、体内激素水平降低、肾上腺皮质激素水平升高。

## 治疗
对身体严重虚弱的患者，治疗的首要目标是使其体重增加到安全的范围内，必要的情况下可进行非自愿的入院治疗。其他体重偏轻的患者也可用增食欲或助消化药来辅助治疗。精神药物治疗上，有时用小剂量的抗抑郁药来减轻患者的忧郁和焦虑症状，但只作为辅助治疗。一些研究则发现心理辅导可以帮助患者纠正对自身形象的认识和达到正常的进食习惯。